# Election
Election (Brasil: Eleição / Portugal: Eleições) é um filme de comédia estadunidense de 1999 adaptada de um romance de 1998 de mesmo título por Tom Perrotta. O enredo gira em torno de uma eleição na escola, e satiriza a vida suburbana numa tribo urbana e movimento estudantil. O filme recebeu uma nomeação para o Oscar para Melhor Roteiro Adaptado, uma nomeação ao Globo de Ouro para Reese Witherspoon na categoria de Melhor Atriz, e o Independent Spirit Award de Melhor Filme em 1999.
O filme é estrelado por Matthew Broderick, Reese Witherspoon e Chris Klein e conta a história de Jim McAllister (Broderick), um professor de história popular do subúrbio de Omaha, Nebraska, e um de seus alunos, Tracy Flick (Witherspoon), em torno das eleições do corpo discente. O envolvimento da McAllister com várias funções relacionadas com a escola mascara sua frustração com outros aspectos da sua vida; Tracy é um perfeccionista determinado a entrar em uma boa faculdade. Quando Tracy qualifica para concorrer à presidência da classe na eleição da escola, McAllister acredita que ela não merece o título, e tenta o seu melhor para impedi-la de ganhar.
Enquanto ele não se tornou um grande sucesso de bilheteria, vídeo e DVD. Depois de seu lançamento, o filme recebeu vários rankings; Election é classificado # 61 na Bravo 100 Funniest Movies e # 9 na lista do Entertainment Weekly dos 50 Melhores Filmes da High School, enquanto o desempenho do Witherspoon como Flick foi classificada na posição # 45 na lista de as 100 Maiores Performances de Filme de Todos os Tempos pela revista Premiere Magazine. O filme foi classificado como R (Restrito) pela Motion Picture Association of America para a forte sexualidade , diálogo e relacionada com a linguagem sexual, e uma cena de uso de drogas e foi classificado como '15 'pelo BBFC para "um pouco de sexo moderado e referências".

## Elenco
- Matthew Broderick como Jim McAllister (dublado por Orlando Viggiani)
- Reese Witherspoon como Tracy Enid Flick
- Chris Klein como Paul Metzler
- Jessica Campbell como Tammy Metzler
- Phil Reeves como Principal Walt Hendricks
- Molly Hagan como Diane McAllister
- Colleen Camp como Judith Flick
- Nicholas D'Agosto como Larry Fouch
- Jeanine Jackson como Jo Metzler
- Holmes Osborne como Dick Metzler
- Mark Harelik como Dave Novotny
- Delaney Driscoll como Linda Novotny
- Matt Malloy como vice-diretor Ron Ball
- Frankie Ingrassia como Lisa Flanagan
- Pegi Georgeson como Lady Ballot

## Produção
Alexander Payne tornou-se um fã do romance de Tom Perrotta no qual o filme se baseia; direitos do romance foram vendidos para Payne em janeiro de 1997. O romance foi inspirado por dois eventos principais. O primeiro foi o da Eleição presidencial nos Estados Unidos em 1992, no qual Ross Perot entrou como um terceiro candidato do partido (um movimento repetido por Tammy Metzler). O segundo foi um incidente no Memorial High School em Eau Claire, Wisconsin, no qual uma estudante grávida foi eleita rainha do baile, mas a equipe anunciou uma vencedora diferente e queimaram as cédulas para encobri-la.
Dentro do texto de um artigo de jornal no filme, o seguinte pode ser lido: "Se você parou o filme, a fim de ler este artigo inteiro, o tempo seria melhor gasto alugar Citizen Ruth de sua loja de vídeo local, que era outro filme de Payne. Você sabe como é difícil escrever estas poucas histórias falsas para adereços de cinema do jornal? Tenho coisas melhores para fazer."
Para as cenas Assembleia de Escola, Payne teve que usar efeitos especiais para fazer o ginásio olhar cheio. Como Payne disse no comentário, alguns alunos aprenderam que ser um extra não era tudo o que estava rachado até ser, e que deixaram o local de montagem falta de alunos. Payne filmou um seleto grupo de estudantes sentados em lugares diferentes para vários takes, e então (usando a edição digital) preenchido os espaços em branco para torná-lo parecido com um ginásio lotado.
O filme utiliza uma série de técnicas estilizados em sua narrativa, principalmente através do uso de imagens paradas, flashbacks e narrações, que permitem seções da narrativa a ser entregue a partir dos pontos de vista dos quatro personagens principais.
De acordo com o comentário de Alexander Payne, na cena em que Jim assiste pornografia no porão, o porão foi deixado inalterado.
O filme foi originalmente filmado com uma estreita terminando ao encontrado no romance, com Jim McCallister trabalhando em uma loja de automóveis, onde Tracy visita-o antes de sair para a faculdade. Depois de testar mal com o público, o final acabou por ser refeita. O final original era invisível até a descoberta acidental de um VHS do filme em um mercado de pulgas em 2011. O final original também apareceu no YouTube, mas a Paramount Pictures, desde então, foi retirada alegando violação de direitos autorais. Ele ainda pode ser encontrado em outros sites.
Além disso, o diretor de elenco do filme é o jogador de futebol que aparece no filme adulto que McAllister relógios. Muitos estudantes Omaha locais e professores foram usados no filme para os papéis de alunos e professores. Um em especial foi Chris Klein, que acabaria se tornando um dos pilares em Hollywood e estrela em outros filmes. Payne encontrou quando ele estava de aferição para as escolas locais para fotografar e um professor em uma das escolas apresentou-o a Klein. Witherspoon estava agindo em filmes moderadamente bem-recebidos no início de 1990. Nicholas D'Agosto, que apareceu no final do filme como presidente da comissão Larry Fouch, era apenas um estudante na Creighton Preparatory School, em Omaha, a mesma alta Payne escola participou, quando ele fez este filme. Ele iria para a faculdade na Marquette University, em Milwaukee antes de se mudar para Los Angeles para prosseguir uma carreira de ator.